# Valle d'Aure
La valle d'Aure si trova nei Pirenei francesi, nel dipartimento degli Alti Pirenei, regione Midi-Pirenei (La valle non ha nulla a che vedere con l'omonimo fiume francese, che scorre in Bassa Normandia).

## Geografia

La zona dei Pirenei

La valle d'Aure è costitutiva del Pays d'Aure, la cui capitale storica è Arreau.
Essa corrisponde al corso superiore della Neste, divenuta Neste d'Aure. Si estende per circa 40 km da Sarrancolin fino alla frontiera con la Spagna, accessibile attraverso la galleria Aragnouet-Bielsa.

### Principali comuni della valle
- Ancizan
- Aragnouet
- Arreau
- Azet
- Barrancoueu
- Bazus-Aure
- Beyrède-Jumet
- Bourisp
- Cadéac
- Cadeilhan-Trachère
- Camparan
- Estensan
- Gouaux
- Grailhen
- Grézian
- Guchan
- Guchen
- Ilhet
- Lançon
- Sailhan
- Saint-Lary-Soulan
- Sarrancolin
- Vielle-Aure
- Vignec
- Tramezaïgues

### Mineralogia della Valle d'Aure
La valle d'Aure ha la particolarità di disporre di giacimenti di notevoli specie di minerali quali la byssolite, la tremolite e la prehnite.

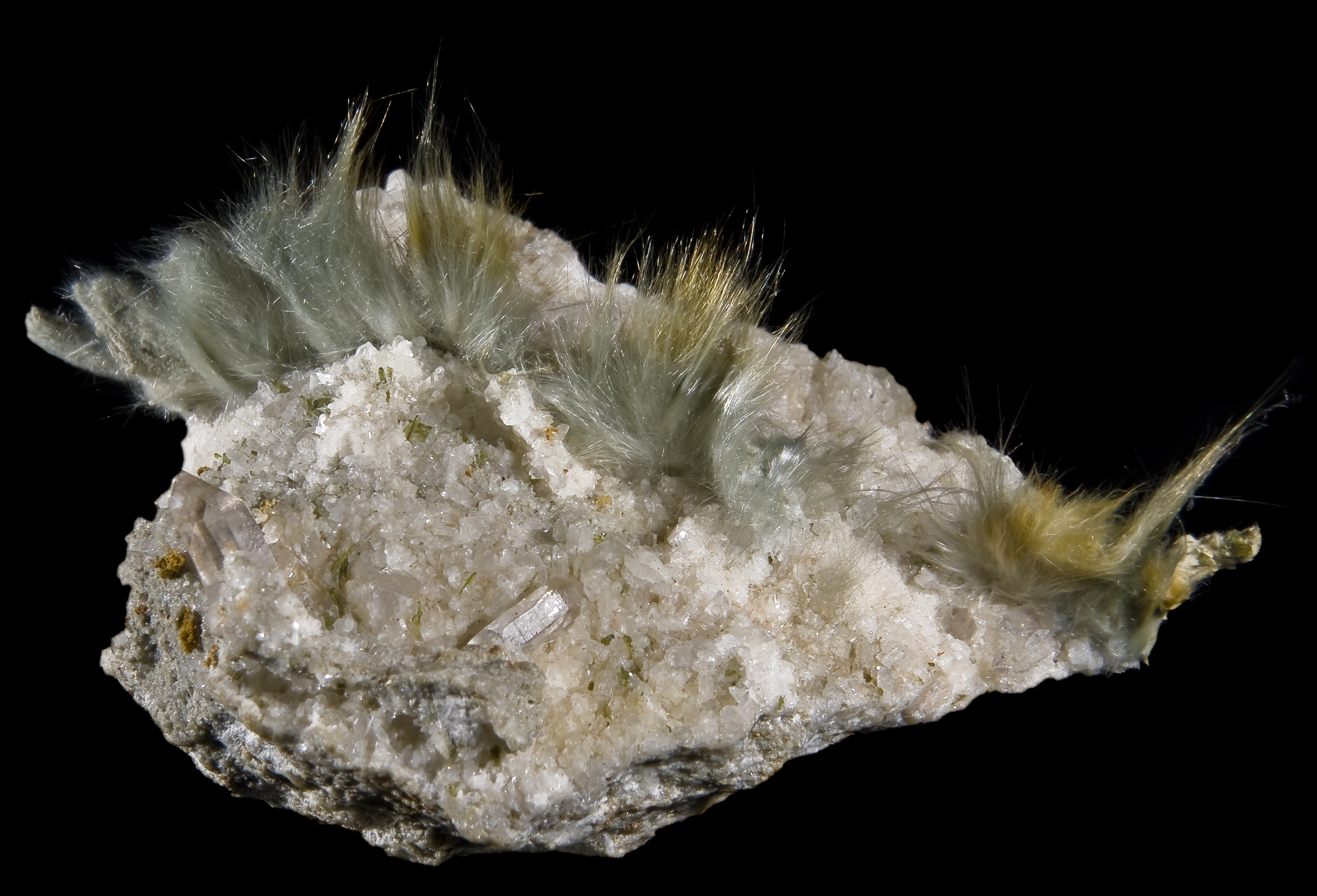
Byssolite
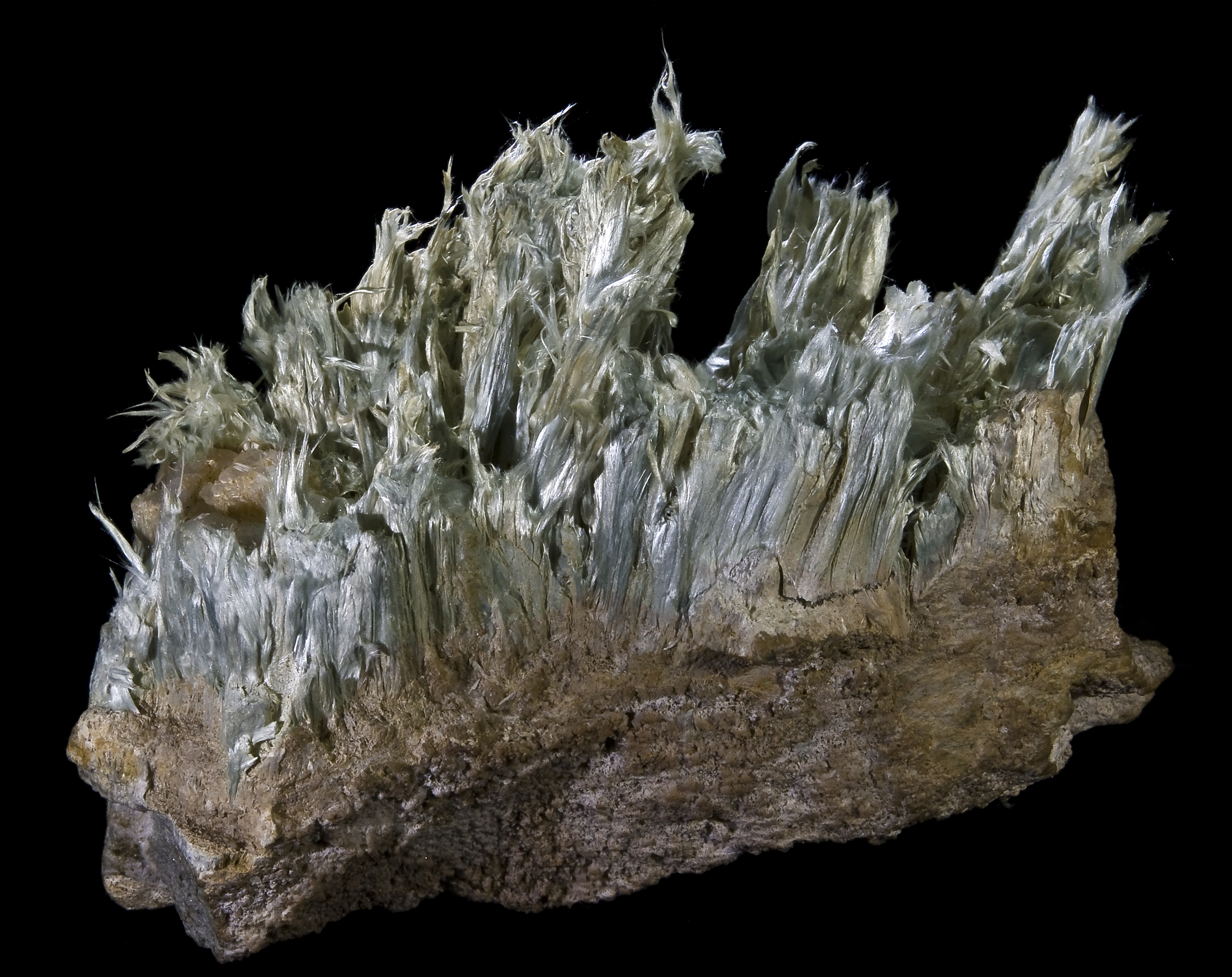
Trémolite
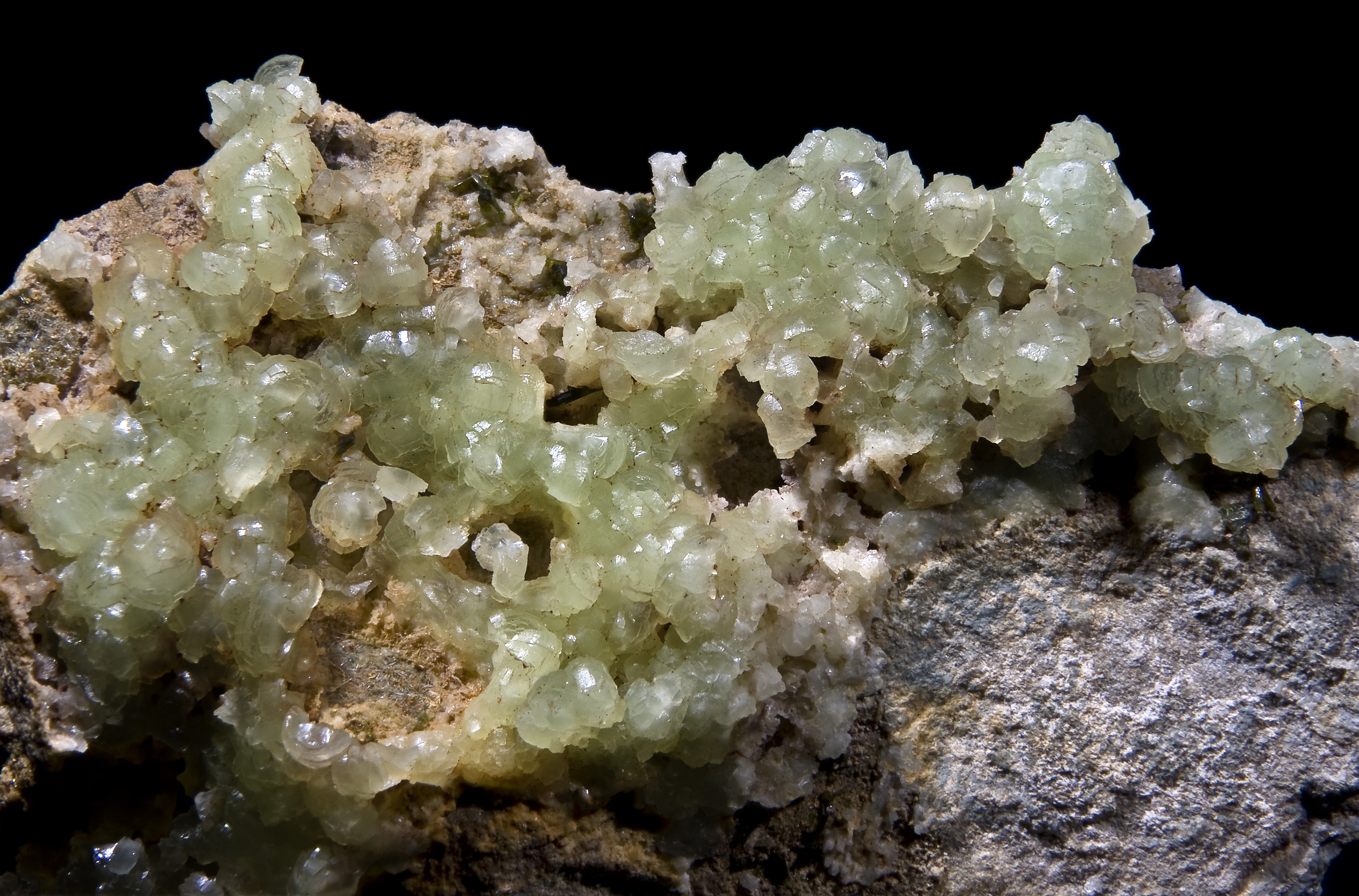
Prehnite

## Économia

### Stazioni sciistiche
- Saint-Lary-Soulan
- Piau-Engaly
- Sarrancolin